# Ordes
Ordes – gmina w Hiszpanii, w prowincji A Coruña, w Galicji, o powierzchni 157,23 km². W 2011 roku gmina liczyła 12 963 mieszkańców.